# Министерство экономики Нидерландов
Министерство экономики, сельского хозяйства и инноваций (Нидерланды) оказывает содействие устойчивому экономическому росту в Нидерландах, фокусируется на ключевых областях "Экономика знаний и инноваций", "Конкуренция и динамика" и "Ведение бизнеса."

## Организационная структура
Политическая ответственность министерства находится в руках министра экономики, сельского хозяйства и инноваций, который является частью голландского кабинета министров. Государственный секретарь помогает министру, международно называемому министром внешней торговли и сельского хозяйства.
Министерство экономики, сельского хозяйства и инноваций (Нидерланды) также имеет в своем составе Департамент государственной службы во главе с Генеральным секретарем и заместителем Генерального секретаря. Бывшее Министерство экономики состоит из четырех генеральных директоратов: внешних экономических связей, экономической политики, энергетики и телекоммуникаций, а также по предприятиям и инновациям.Структура нового министерства экономики, сельского хозяйства и инноваций до сих пор не определены.
Два независимых административных органов являются частью Министерства: Центральное статистическое бюро и Телекоммуникационное агентство. Прочие учреждения Министерства:
- Агентство радиосвязи Нидерландов
- Патентный центр Нидерландов
- Государственный надзор за шахтами
- Орган по защите прав потребителей
- Антимонопольное ведомство Нидерландов